# 大見はるか
大見 はるか（おおみ はるか、1990年7月9日 - ）は、日本のAV女優、ストリッパー。ロータスグループアースプロモーション所属。

## 人物
趣味は読書、テニス、パチンコ。好きな食べ物はパスタ、やわらかいお肉。嫌いな食べ物は生野菜類。2016年5月11日に新宿ニューアートでストリップデビュー。

## アダルトビデオ

### 単体作品
ダブル主演含む。
- ヒロインイメージファクトリー28 セーラーコメット（2014年10月3日、GIGA）
- セーラーコメット（催眠編・くすぐり拷問編・マニアック責め編・凌辱編）（2014年10月24日、GIGA）
- 武装潜入捜査官シオン 絶体絶命 大見はるか（2014年11月14日、GIGA）
- 唾フェチ犬「ツバたん」と飼い主「ハルカ」の異常な日常 大見はるか（2015年4月10日、インプレッション）
- 美しい女のたまらなく臭くて美味しい匂い（2015年5月10日、インプレッション）共演:桜井レイラ
- セーラー戦士くすぐり凌辱地獄（2015年11月13日、GIGA）共演:篠宮ゆり
- ヒロインボディーブロー ～女捜査官・雨平夏希～ 大見はるか（2016年2月12日、GIGA）
- 弱いピンクを狙え！ ～狙われたイーグルピンク～ 大見はるか（2016年2月26日、GIGA）
- ヒロインイメージファクトリー47 女捜査官・雨平夏希 （2016年4月15日、GIGA）

### 複数出演作品、オムニバス
2014年
- 偶然見かけた貧乳女子がまさかのノーブラ!?見られる事に興奮した彼女の敏感乳首はビンビンに立っていて…（7月10日、DOC）共演:紺野ひかる、白咲ちえ

2015年
- 生チ〇ポ飼育日記（3月19日、グローリークエスト）[要出典]
- モテない僕を不憫に思った女先輩に｢擦りつけるだけだよ｣という約束で素股してもらっていたら互いに気持ち良すぎてマ○コはグッショリでヌルっと生挿入2（3月19日、アイエナジー）[要出典]
- アナル舐めCA 即尺！即アナル舐めサービス！！（3月25日、妄想族）[要出典]
- タイトミニスカートコレクション（3月25日、アロマ企画）共演:米倉あかね、桜リカ、白川まお、あすか綾納
- 「キミのオナニーのお手伝いするから私と一緒にイッてね」オ〇ンコ見せつけ自画撮りオナニー（4月15日、プリモ）計12人出演
- 女子の足指を丁寧に舐める女子（4月19日、ゑびすさん）共演:神崎つかさ、涼南佳奈、水城亜優、名ことみ、聖菜アリサ、相田瞳、高山えみり
- 噂のJKマンこきエステ！！（5月9日、GARCON）共演:白咲碧、伊藤りな、夕城芹
- 2015年度 新卒1年目SOD女子社員お披露目！！ユーザー様おもてなし研修混浴温泉バスツアー（5月9日、SODクリエイト）[要出典]
- 超エロカワギャルが恥じらいながら男の顔に跨りイヤラしく腰を振るギャル恥じらい顔騎（6月6日、GARCON）計13人出演
- ニーハイブーツギャル変態オヤジ美脚責めリンチ（6月6日、GARCON）共演:白咲碧、夕城芹、伊藤りな
- 自画撮りオマ○コ指オナニーNo4（7月2日、グローリークエスト）計15人出演
- レズくすぐり笑いと快感のドリームマッチ（7月25日、グリップAV）[要出典]
- あなた、見ないで・・・夫の目の前で接吻されて肉欲に堕ちた若妻（9月10日、ヒビノ）共演:佐々木恋海（向井恋）、松井優子

## テレビ番組等
- インターネット放送
  - スパローズのギリギリアウツ!?(2014年など5回ほど、ニコジョッキー)
  - 他人のSEXで生きてる人々（2015年1月11日、2015年6月14日、NOTTV）
  - トイズハートプレゼンツ「ハートの部屋」（2017年10月20日、ニコニコ生放送）＊第１６回ゲスト[2][3]
- 地上波放送
  - 今週のスポットライト（2014年9月2日、関西テレビ）
  - ビ〜チ9 （2015年8月1日、8月8日、8月15日、8月22日、8月29日、テレビ埼玉）※8月マンスリーゲスト